# Нобелівський комітет з хімії

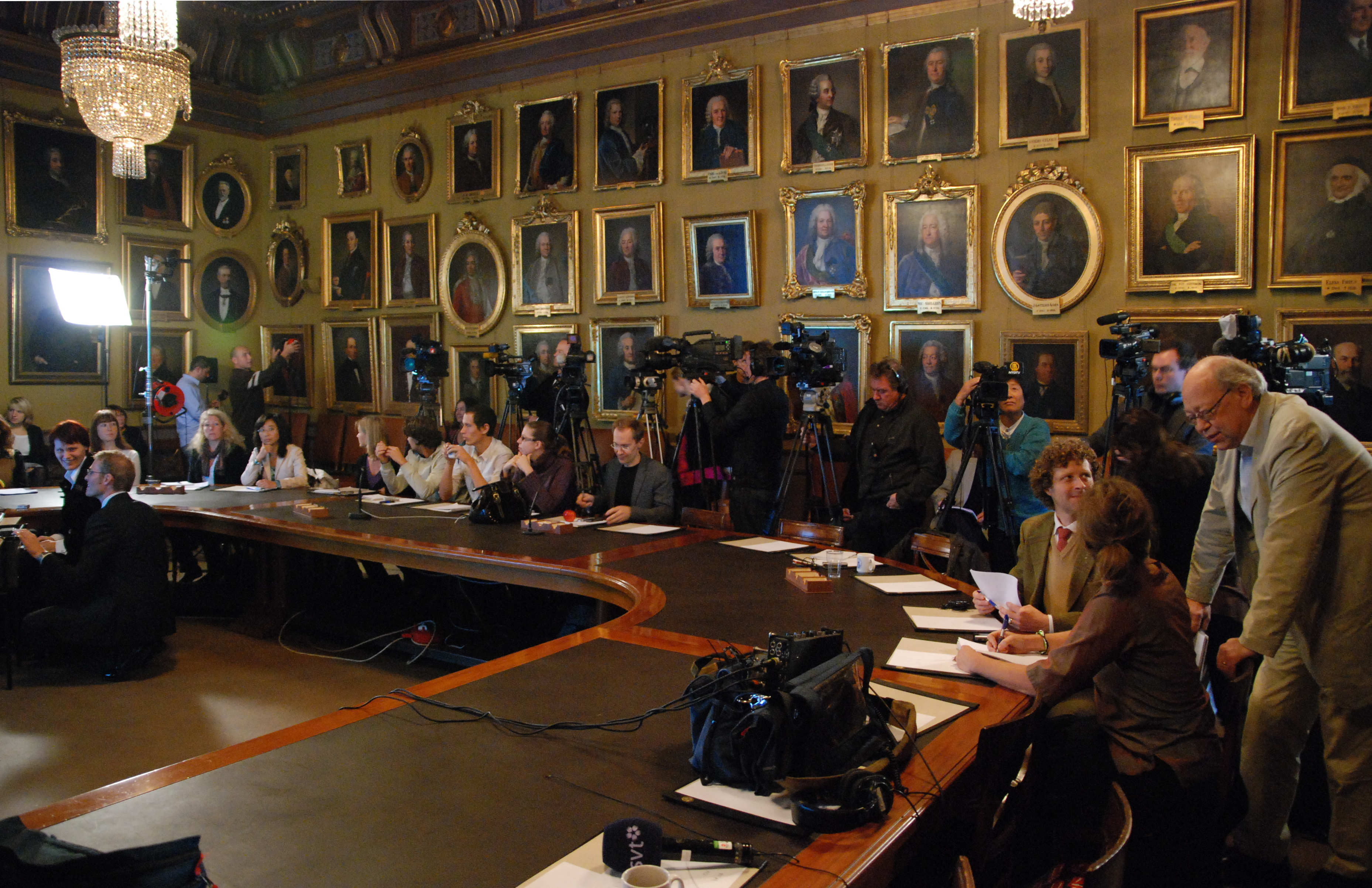
Оголошення Нобелівського лауреату з хімії 2008 року

Но́белівський коміте́т з хі́мії — Нобелівський комітет відповідальний за висунення кандидатур лауреатів з Нобелівської премії з хімії. Комітет призначається Шведською королівською академію наук терміном на три роки, обираючи його склад з-поміж членів Академії.
Комітет — лише робочий орган, що немає вирішального права і кінцеве рішення про присудження Нобелівської премії з хімії приймається самою Шведською королівською академію наук, після попереднього обговорення хімічного відділу академії.

## Склад комітету
Нинішні члени комітету (станом на 2015 рік):
- Сара Сногеруп Лінсе (професор фізичної хімії) — голова комітету;
- Свен Лідін (професор неорганічної хімії);
- Олоф Рамстрьом;
- Клаес Густаффсон (професор медичної біохімії);
- Гуннар фон Хеійне (професор теоретичної хімії) — секретар.